# Mazapán de Toledo

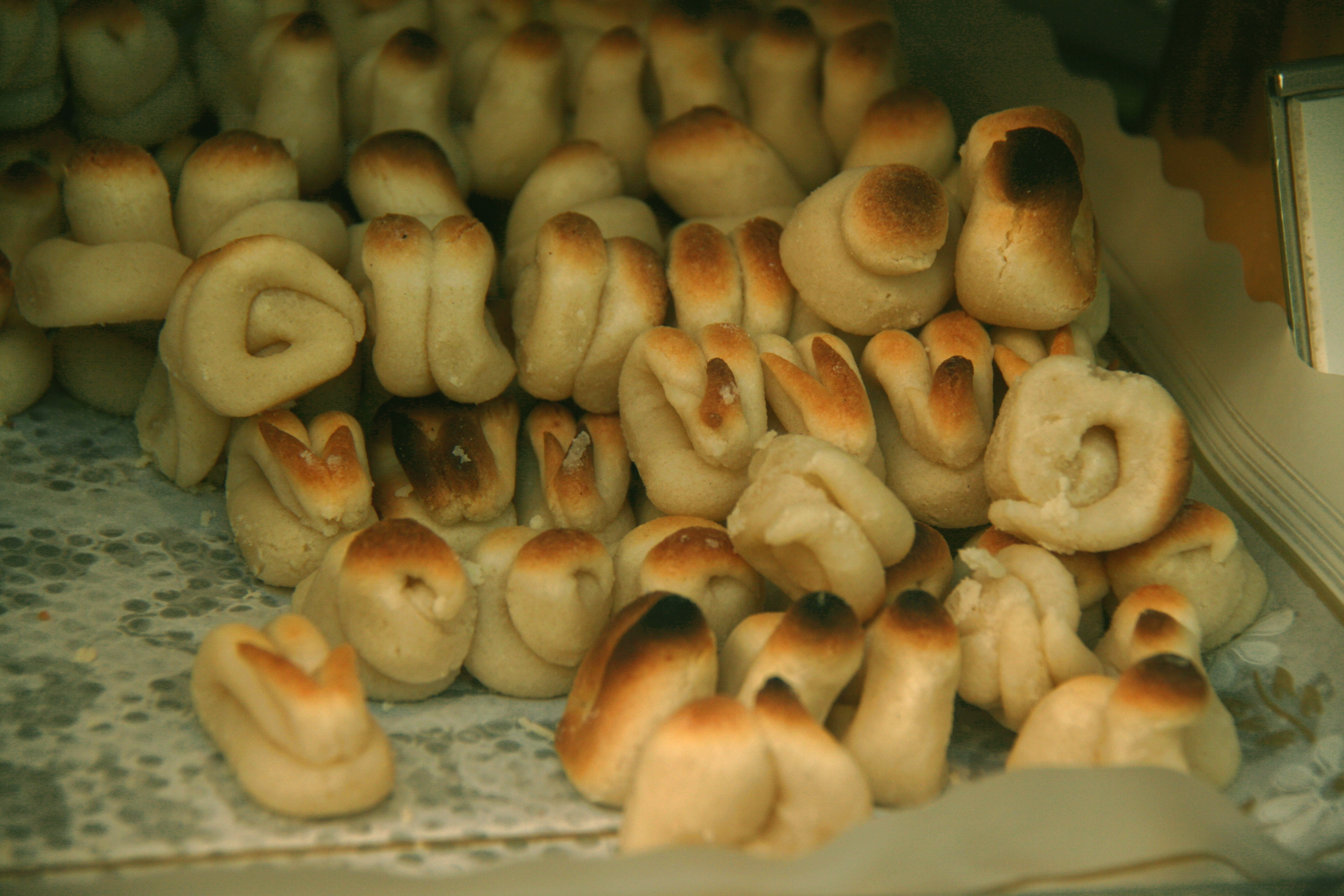
Mazapanes de Toledo.

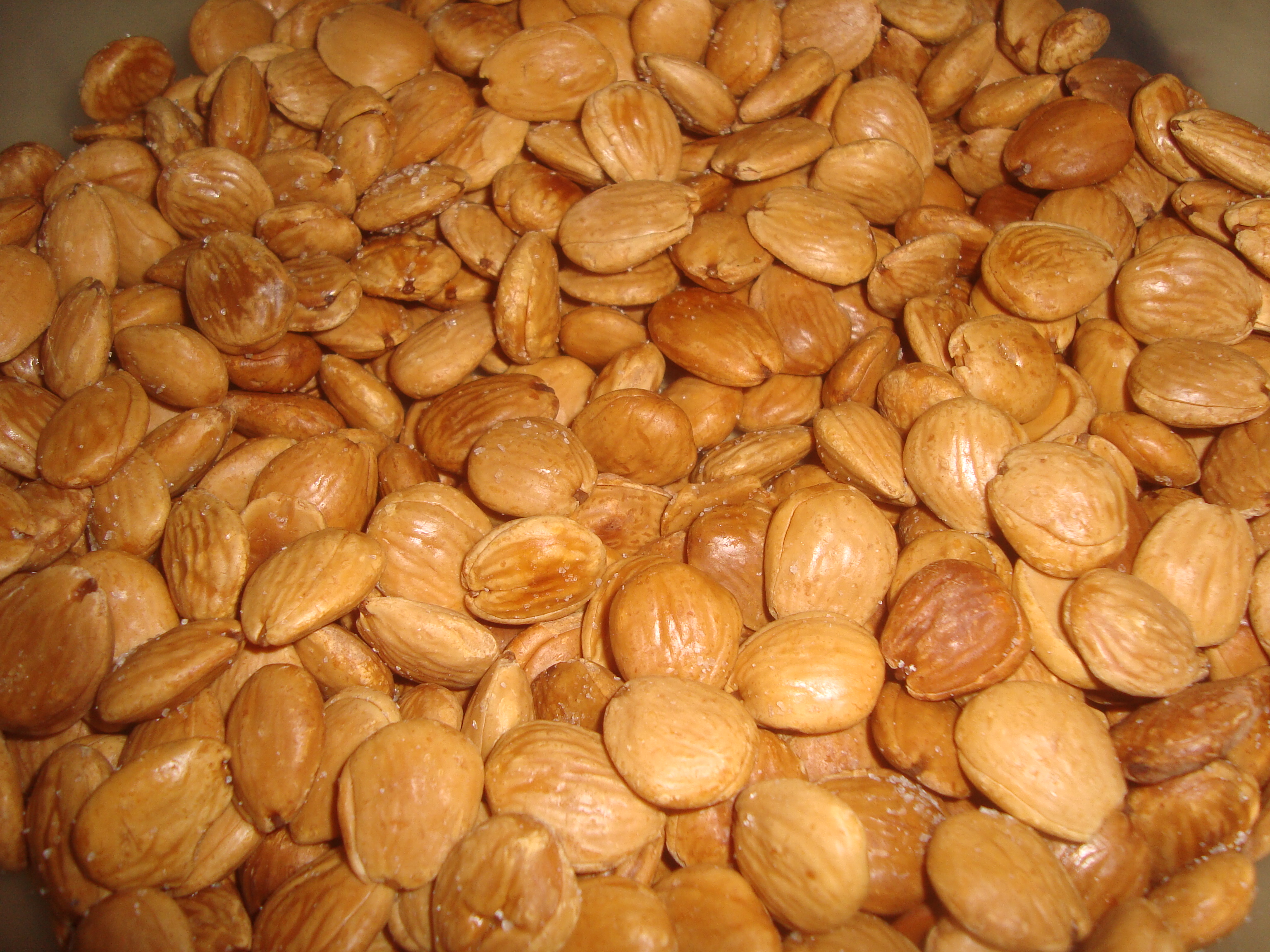
Almendras, ingrediente principal del mazapán (España).

El Mazapán de Toledo es una variedad de mazapán, que recibió la categoría de Indicación Geográfica Protegida (IGP) en 2002. El área geográfica de producción de este mazapán es la provincia de Toledo (España).
El Consejo Regulador de la IGP determina que pueden acogerse a ella los mazapanes producidos en todos los municipios de la provincia de Toledo, con un contenido de al menos un 50% de almendras y azúcares naturales.